# Magnolia laevifolia
Magnolia laevifolia este o specie de plante din genul Magnolia, familia Magnoliaceae. A fost descrisă pentru prima dată de Yuh Wu Law și Yeng Fen Wu, și a primit numele actual de la Hans Peter Nooteboom. Conform Catalogue of Life specia Magnolia laevifolia nu are subspecii cunoscute.